# Лугін Андрій Іванович
Лугін Андрій Іванович (1 квітня 1959) — білоруський академічний веслувальник.
Бронзовий призер Олімпійських Ігор 1980 року в складі вісімки.
Бронзовий призер Чемпіонату світу 1979 року в складі вісімки.